# Сперасед
Сперасе́д (фр. Spéracèdes) — коммуна на юго-востоке Франции в регионе Прованс — Альпы — Лазурный берег, департамент Приморские Альпы, округ Грас, кантон Грас-1.
Площадь коммуны — 3,46 км², население — 1060 человек (2006) с тенденцией к росту: 1279 человек (2012), плотность населения — 369,7 чел/км².

## Население
Население коммуны в 2011 году составляло — 1271 человек, а в 2012 году — 1279 человек.
| 1962 | 1968 | 1975 | 1982 | 1990 | 1999 | 2004 | 2006 | 2009 | 2011 | 2012 |
| ---- | ---- | ---- | ---- | ---- | ---- | ---- | ---- | ---- | ---- | ---- |
| 440  | 531  | 674  | 764  | 1029 | 1095 | 1019 | 1060 | 1257 | 1271 | 1279 |

Динамика численности населения:

## Экономика
В 2010 году из 811 человек трудоспособного возраста (от 15 до 64 лет) 569 были экономически активными, 242 — неактивными (показатель активности 70,2 %, в 1999 году — 66,0 %). Из 569 активных трудоспособных жителей работали 521 человек (288 мужчин и 233 женщины), 48 числились безработными (25 мужчин и 23 женщины). Среди 242 трудоспособных неактивных граждан 65 были учениками либо студентами, 90 — пенсионерами, а ещё 87 — были неактивны в силу других причин.
На протяжении 2010 года в коммуне числилось 536 облагаемых налогом домохозяйств, в которых проживало 1339,5 человек. При этом медиана доходов составила 22 тысячи 145 евро на одного налогоплательщика.